# Estação Ferroviária de Estarreja
A Estação Ferroviária de Estarreja é uma interface da Linha do Norte, que serve a localidade de Estarreja, em Portugal. Entrou ao serviço, de forma provisória, em 19 de Novembro de 1862, tendo sido oficialmente inaugurado em 8 de Junho de 1863.

## Descrição

### Localização e acessos
A estação situa-se junto à localidade de Estarreja, ao topo sudoeste da Avenida Visconde Salreu (=EN109-6), situando-se a cerca de maio quilómetro do centro da localidade (Paços do Concelho) e a norte da travessia ferroviária do Rio Antuã.

### Infraestrutura
Esta interface apresenta seis vias de circulação, identificadas como I, II, III, I-A, II-A, e III-A, com comprimentos entre 393 e 667 m, respetivamente, sendo as três primeiras acessíveis por plataformas com 220 m de comprimento e 90 cm de altura; existe ainda uma via secundária, identificada como VI, com comprimento de 260 m; todas estas vias estão eletrificadas em toda a sua extensão.
Nominalmente adstrito a esta estação, como Ramal de Estação mas distante cerca de três quilómetros para norte, o Ramal Estarreja Amoníaco (instalação n.º 78), gerido pela CUF - Químicos Industriais tem tipologia «Instalação de Uso Privativo» (até 2023: «Linhas de Carga/Desc. DPF») e insere-se na da via aos PK 290+310 (no enfiamento a Estarreja; dep. n.º 38653) e 290+920 (no enfiamento a Válega; dep. n.º 38661); a sua interface (cod. 131, dep. n.º 38190), com serviço de mercadorias exclusivo à unidade fabril associada, está centrada ao PK 290+615 e apresenta quatro vias de circulação, numeradas de IA a IVA, com comprimentos entre 555 e 754 m, respetivamente; destas, a IVA encontra-se eletrificada apenas num curto segmento de 40 m, estando as restantes vias eletrificadas em toda a sua extensão.

### Serviços
Em dados de 2023, esta interface é servida por comboios de passageiros da C.P. de tipo urbano, no serviço “Linha do Aveiro”, tipicamente com 19 circulações diárias em cada sentido entre Porto-São Bento ou Porto-Campanhã e Aveiro, bem como de tipos regional/inter-regional, com três circulações diárias entre Coimbra ou Coimbra-B e Porto-Campanhã e apenas uma no sentido inverso, e intercidades, com duas circulações diárias com destino a Lisboa - Santa Apolónia e apenas uma no sentido inverso.

## História

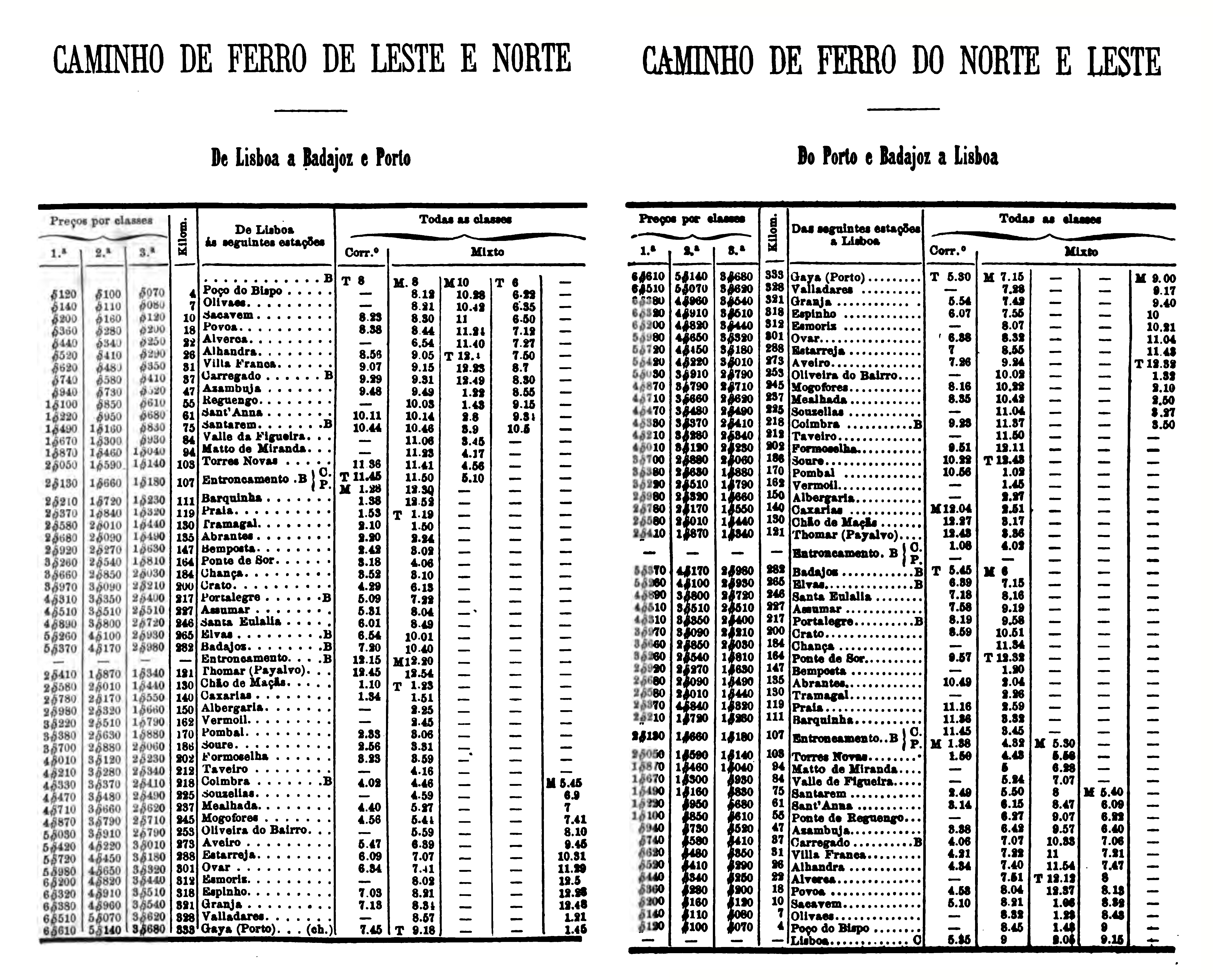
Horários das Linhas do Norte e Leste em 1876, que inclui a estação de Estarreja.

### Inauguração
O troço da Linha do Norte entre o Entroncamento e Vila Nova de Gaia foi construído em duas frentes, a partir destas duas estações, pela Companhia Real dos Caminhos de Ferro Portugueses. O lanço entre as estações de Gaia e Estarreja entrou ao serviço de forma provisória em 19 de Novembro de 1862, tendo sido aberto oficialmente em 8 de Junho de 1863. O troço seguinte da Linha do Norte, até Taveiro, entrou ao serviço em 10 de Abril de 1864, tendo o primeiro comboio em Taveiro saído da estação de Estarreja nesse dia. Após a inauguração do troço até Taveiro, foram organizados serviços mistos entre Coimbra e Gaia, transitando por todas as estações neste troço, incluindo a de Estarreja.

A estação foi construída junto ao centro da povoação, tendo sido considerada como um dos principais motores para o desenvolvimento de Estarreja.

### Século XX
O orçamento da Companhia Real para 1903, apresentado em Dezembro de 1902, incluiu a ampliação das vias e das gares nesta estação.
Em 26 de Novembro de 1906, foi duplicada a via férrea entre as estações de Estarreja e Espinho.
Em 16 de Janeiro de 1909, a Gazeta dos Caminhos de Ferro noticiou que a Companhia do Vouga estava interessada na construção de uma linha até Bestide, que teria início em Estarreja.
Em 1913, a estação era servida por carreiras de diligências até Salreu, Albergaria-a-Nova, Albergaria-a-Velha, Arcozelo das Maias, Foz, Mouquim, Oliveira de Azeméis, Oliveira de Frades, Pessegueiro do Vouga, Ribeiradio, São Pedro do Sul, Termas de D. Amélia, Souto de Lafões, Valmaior, Carvoeiro, Vila Chã, Viseu, e Vouzela.

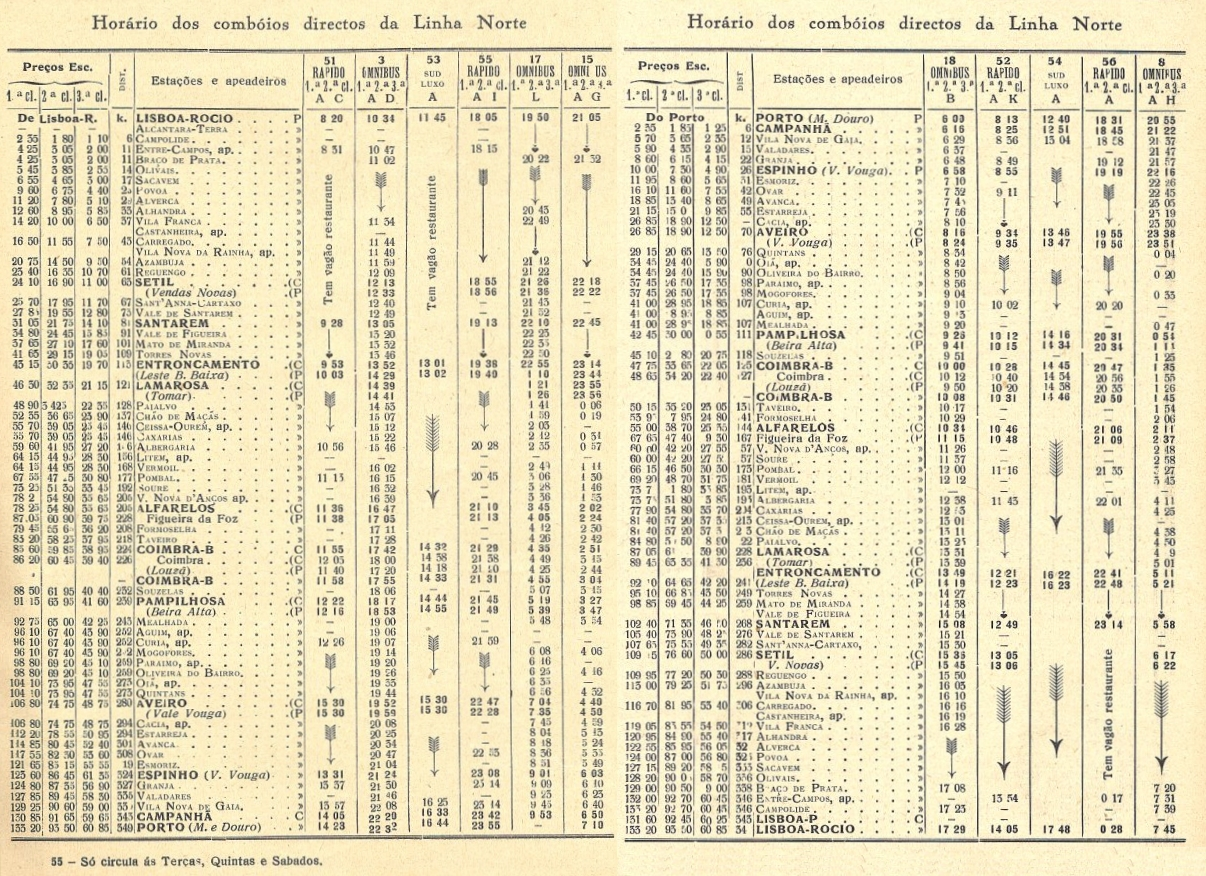
Horário da Linha do Norte em 1933, que inclui Estarreja.

Em 1 de Agosto de 1926, a Empreza de Transportes da Murtosa inaugurou um serviço rodoviário para o transporte de passageiros, mercadorias e bagagens, entre a gare de Estarreja e o despacho central em Pardelhas, servindo pelo caminho as localidades de Veiros, Santa Luzia, Monte e Murtosa Em Junho de 1934, a Companhia dos Caminhos de Ferro Portugueses inaugurou um serviço próprio de camionagem, entre a gare de Estarreja e a localidade de Murtosa, onde foi instalado um despacho central. Em 1933, a Companhia dos Caminhos de Ferro Portugueses realizou obras de reparação e melhoramento no edifício de passageiros desta estação.

Em 24 de Setembro de 1954, três comboios colidiram na estação, provocando grandes estragos no material circulante, e nas vias e nas plataformas de passageiros, tendo apenas ficado ligeiramente ferido um dos maquinistas. O inquérito subsequente apurou que o factor da estação tinha dado indevidamente avanço ao comboio de serviço J-1, provocando a colisão com o comboio M-30309 que estava em manobras; dois vagões descarrilaram para cima da linha geral, onde estava a entrar, a grande velocidade, o comboio recoveiro n.º 52, do qual descarrilaram a locomotiva, o furgão e dezoito vagões. Num artigo de 1955 da Gazeta dos Caminhos de Ferro, o jornalista Rogério Torroais Valente relatou que a esta estação era uma das que tinham mais movimento nos seus ramais particulares, com expedições de 18 791 t em 1375 vagões, e chegadas de 16 418 t em 1115 vagões.
|  | Em Janeiro de 2011, tinha seis vias de circulação, com comprimentos entre os 448 e 632 m; as plataformas apresentavam todas 220 m de extensão e 90 cm de altura — valores mais tarde alterados para os atuais. - Comboios de Portugal - Infraestruturas de Portugal - Transporte ferroviário em Portugal - História do transporte ferroviário em Portugal |

## Leitura recomendada
- CERVEIRA, Augusto; CASTRO, Francisco Almeida e (2006). Material e tracção: os caminhos de ferro portugueses nos anos 1940-70. Col: Para a História do Caminho de Ferro em Portugal. 5. Lisboa: CP-Comboios de Portugal. 270 páginas. ISBN 989-95182-0-4
- QUEIRÓS, Amílcar (1976). Os Primeiros Caminhos de Ferro de Portugal: As Linhas Férreas do Leste e do Norte. Coimbra: Coimbra Editora. 45 páginas
- SALGUEIRO, Ângela (2008). A Companhia Real dos Caminhos de Ferro Portugueses: 1859-1891. Lisboa: Univ. Nova de Lisboa. 145 páginas